# 재네덜란드 한국인
재네덜란드 한국인(네덜란드어: Koreanische Minderheit in Nederland)은 네덜란드에 거주하고 있는 한인들이다.

## 인구통계학적 특성
1996년 총인원 1,492명에서 2013년에는 8,142명으로 5.5배 이상 증가했으며, 근 5년 동안 4~8% 증가한 수치이다.
2011년 한국 외교통상부 통계에 따르면 전체 인원은 1,771명으로 2009년 전체와 비교해 거의 변화가 없는 수준이다. 기록된 이들 중 108명은 네덜란드 시민 , 614명은 영주권자, 253명은 유학생 , 나머지 796명은 기타 유형의 비자를 갖고 있는 것으로 확인되었다. 629명은 암스테르담이나 그 주변 지역에, 521명은 로테르담에, 나머지 621명은 국가의 다른 지역에 살았으나 대부분은 헤이그 , 위트레흐트, 아인트호벤 등과 같은 대규모 도시 지역에 거주하고 있다.

## 역사
네덜란드에 거주하는 한인 중 약 4,000명이 입양인들이다.한국전쟁 당시 고아 두 명을 직접 입양한 네덜란드의 작가 얀 더 하르토흐(Jan de Hartog)는 1968년 TV쇼에 입양한 두 한국인 딸과 함께 참가했으며 방송 이후 천 명에 가까운 사람들이 스튜디오에 전화해 한국 아기 입양에 관심을 표명했다. 1969년부터 2003년까지 네덜란드 부모들은 4,147명의 한국 아기를 입양했다. 이후에는 입양 건수가 감소해 1995년부터 2006년까지 한국으로부터의 입양 건수는 총 349건이었으며, 2005년에는 2건, 2006년에는 1건에 불과했다. 이는 한국 입양인의 해외 입양 3,194건 중 약 10.9%이며, 전체 입양 15,467건 중 2.25%에 해당한다.
소수의 입양인들은 한국으로 이주했지만 문화적 차이와 한국인이라는 적응에 어려움을 겪기도 한다.

## 같이 보기
- 네덜란드-대한민국 관계
- 재외한인

## 참고 자료
- 〈Korean Language School: Informal〉, 《Overseas Korean Educational Institutions》, South Korea: National Institute for International Education Development, 2004, 2006년 11월 18일에 원본 문서에서 보존된 문서, 2010년 5월 3일에 확인함
- 《Country Education Profile: South Korea》 (PDF), The Hague: Netherlands Organization for International Cooperation in Higher Education (NUFFIC), September 2009, 2010년 5월 3일에 확인함[깨진 링크]
- 《Population by origin and generation, 1 January》, The Hague: Centraal Bureau voor de Statistiek, 2012, 2012년 12월 17일에 확인함
- 재외동포 본문(지역별 상세), Ministry of Foreign Affairs and Trade, 2011년 7월 15일, 2012년 2월 25일에 확인함